# Euroregiunea DKMT

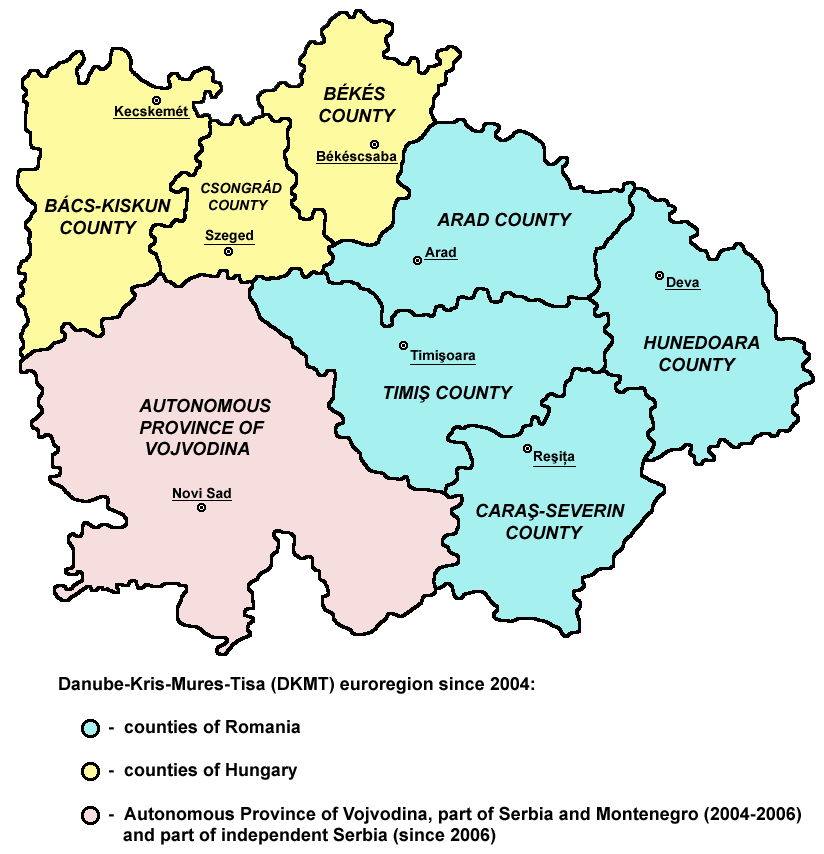
Harta DKMT

Euroregiunea DKMT (română Dunăre-Criș-Mureș-Tisa, maghiară Duna-Körös-Maros-Tisza, sârbă: Dunav-Kriš-Moriš-Tisa sau Дунав-Криш-Мориш-Тиса) este o regiune europeană de colaborare transfrontalieră, înființată în 1997, între România, Ungaria și Serbia. 
Cel mai mare oraș și important este municipiul Timișoara, capitala regiunii de dezvoltare Vest. 

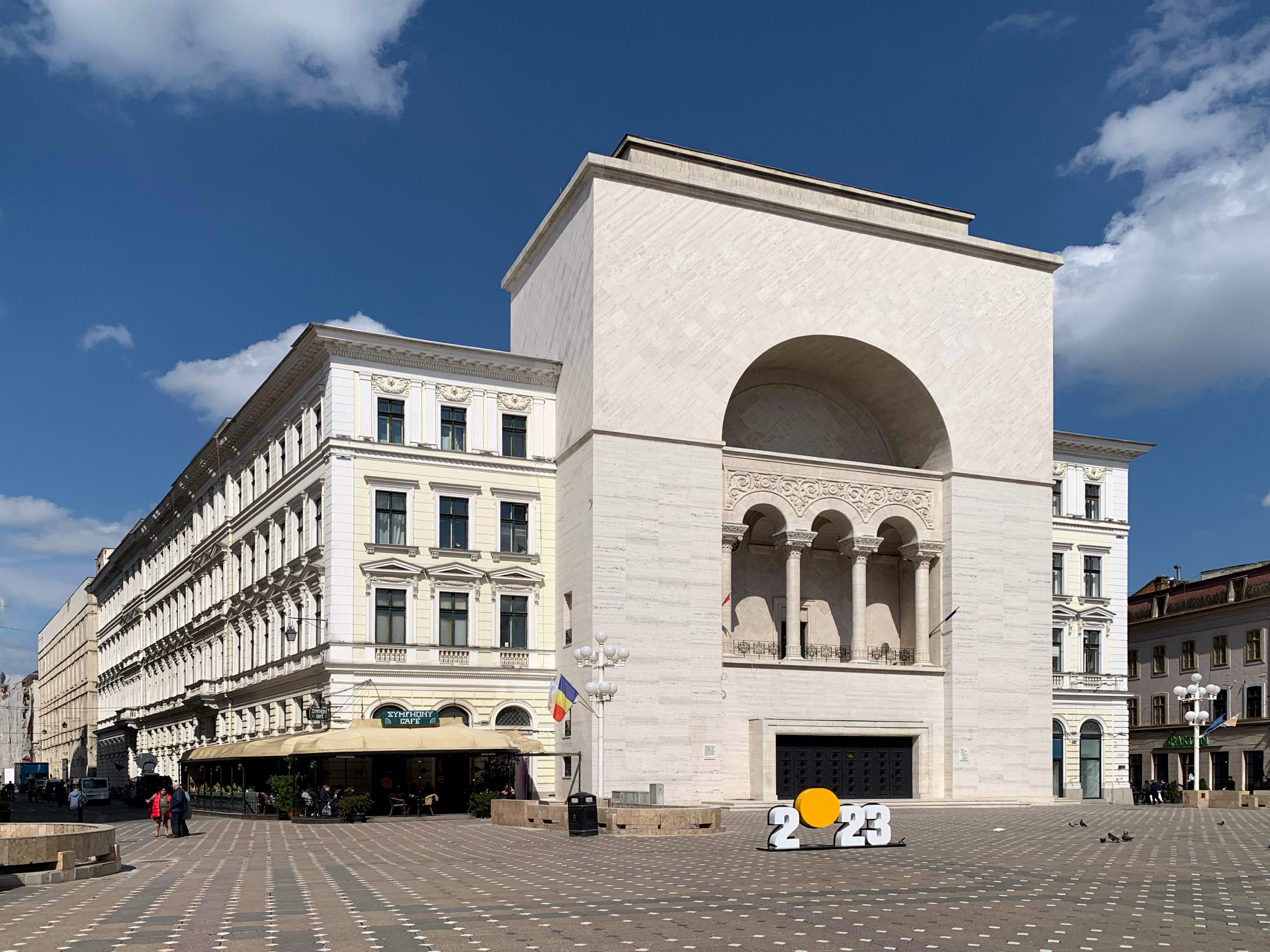
Timișoara, Capitală Europeană a Culturii 2023

Timișoara a fost în anul 2016 primul oraș Capitală a Tineretului din România ; în anul 2023 a fost Capitală Europeană a Culturii, alături de orașele Eleusina și Veszprém ; iar pentru anul 2028 candidează la titlul de Regiune Gastronomică Europeană din partea României.
La o distanță de 34, respectiv 25 de km de Timișoara se află stațiunile turistice Buziaș și Băile Călacea, menționate încă de pe vremea romanilor pentru proprietățile curative ale apelor termo-minerale din zonă , iar regiunile viticole Recaș și Silagiu sunt recunoscute pe plan intern și internațional pentru vinurile produse aici.

## Administrație
- județele Arad, Caraș-Severin, Hunedoara, Timiș din România;
- județele Bács-Kiskun, Bichiș (în maghiară Békés), Ciongrad (în maghiară Csongrád), Jász-Nagykun-Szolnok din Ungaria;
- provincia autonomă Voivodina din Serbia.

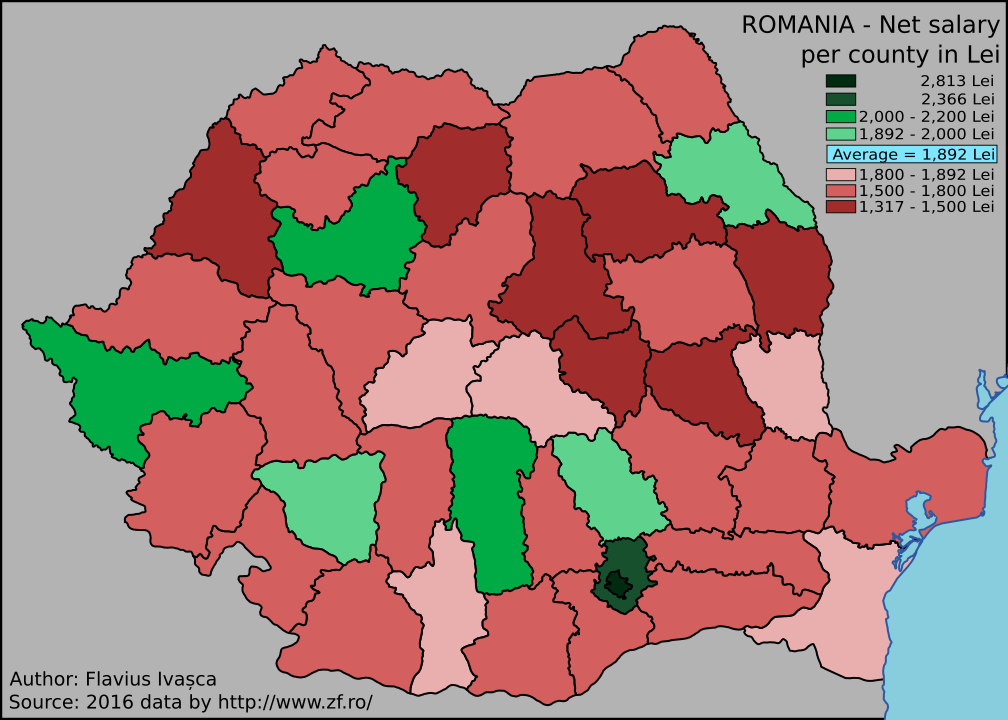
Harta salariului net, pe județe, în România. Timișul are cel mai mare venit mediu din țară după București, iar Timișoara cel mai ridicat standard al vieții la nivel național (locul 53 în Europa)

### Metropola Timișoara – Arad
În data de 2 August 2016 s-a semnat actul oficial de înființare al metropolei Timișoara–Arad, parte a strategiei integrate de dezvoltare durabilă Timișoara Vision 2030, elaborată de Banca Mondială, Eurostat, și de Agenția de Dezvoltare Regională Vest din România.

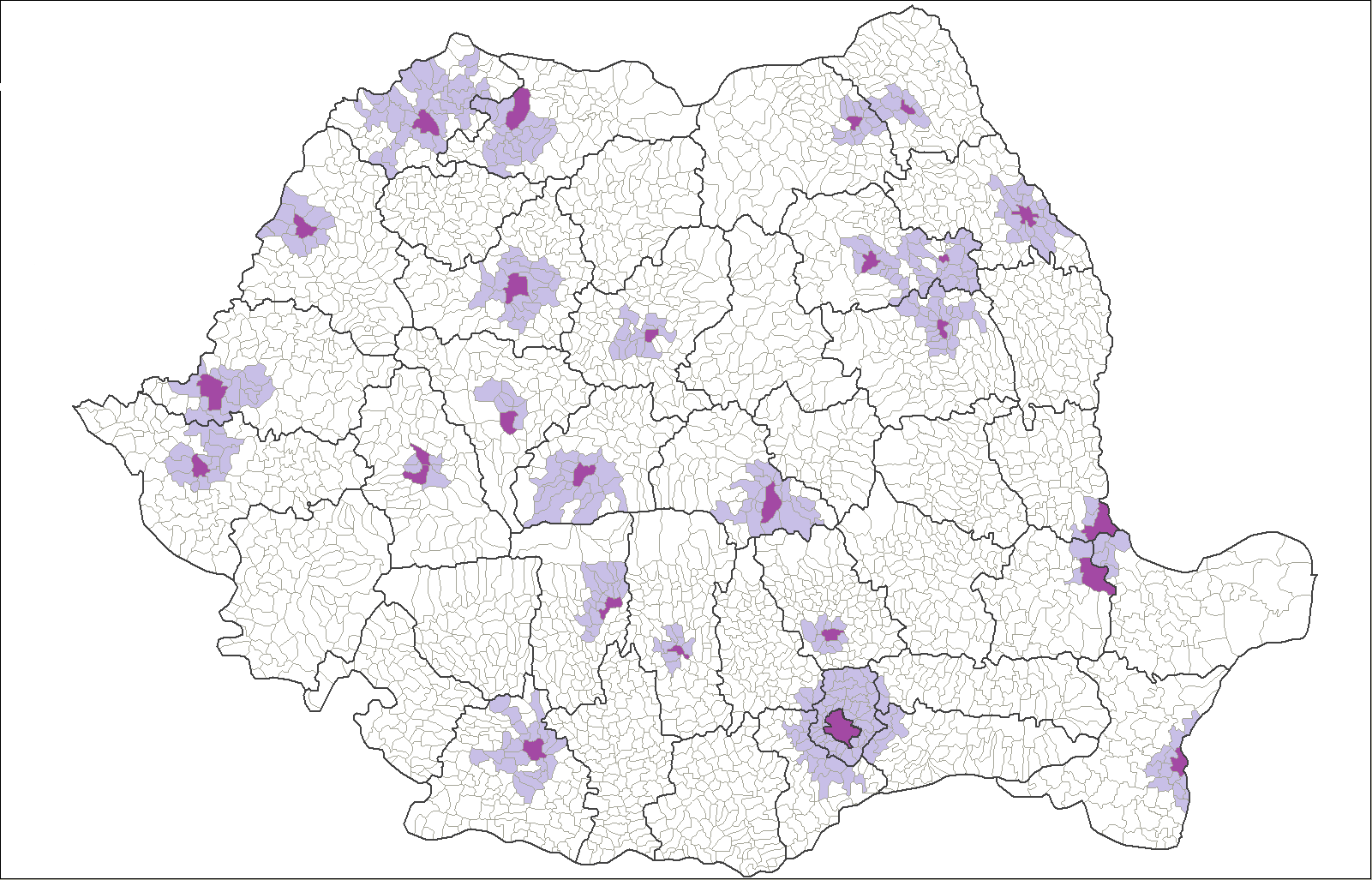
Zonele metropolitane din România. Conurbația Timișoara–Arad (Vest) este cea mai mare aglomerare urbană pe axa București–Budapesta–Belgrad (peste 800.000 de locuitori) - o zonă de polarizare cu impact direct asupra dezvoltării economice și urbane din Europa Centrală și de Est

Proiectul a implicat unirea celor două zone metropolitane într-o unitate administrativ-teritorială unitară, cu rol de hub de transport, investițional, cultural, turistic, medical și educațional în euroregiunea Dunăre-Criș-Mureș-Tisa.

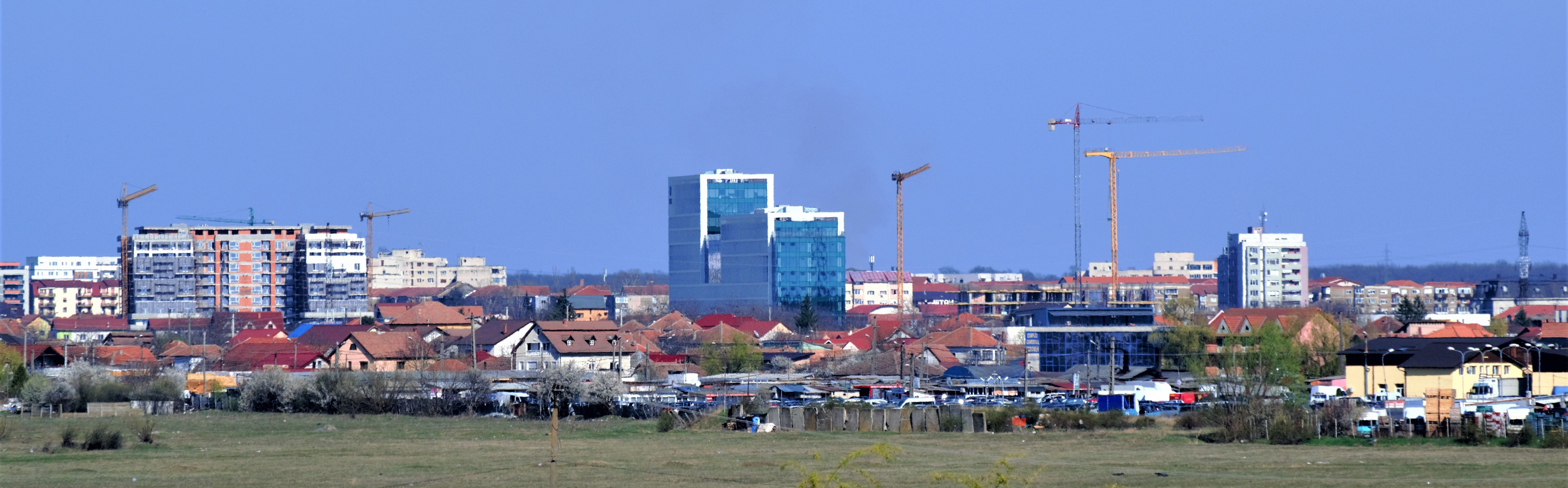
Imagine panoramică cu investițiile din zona de nord a Timișoarei, evidențiind construirea de turnuri de birouri, precum și expansiunea accelerată a sectorului imobiliar, comercial și de servicii al celui mai mare oraș al regiunii

Populația aglomerării urbane are 805.000 de locuitori, și este cel mai dezvoltat pol socio-economic al Europei pe axa București–Budapesta–Belgrad.

### Alianța Vestului

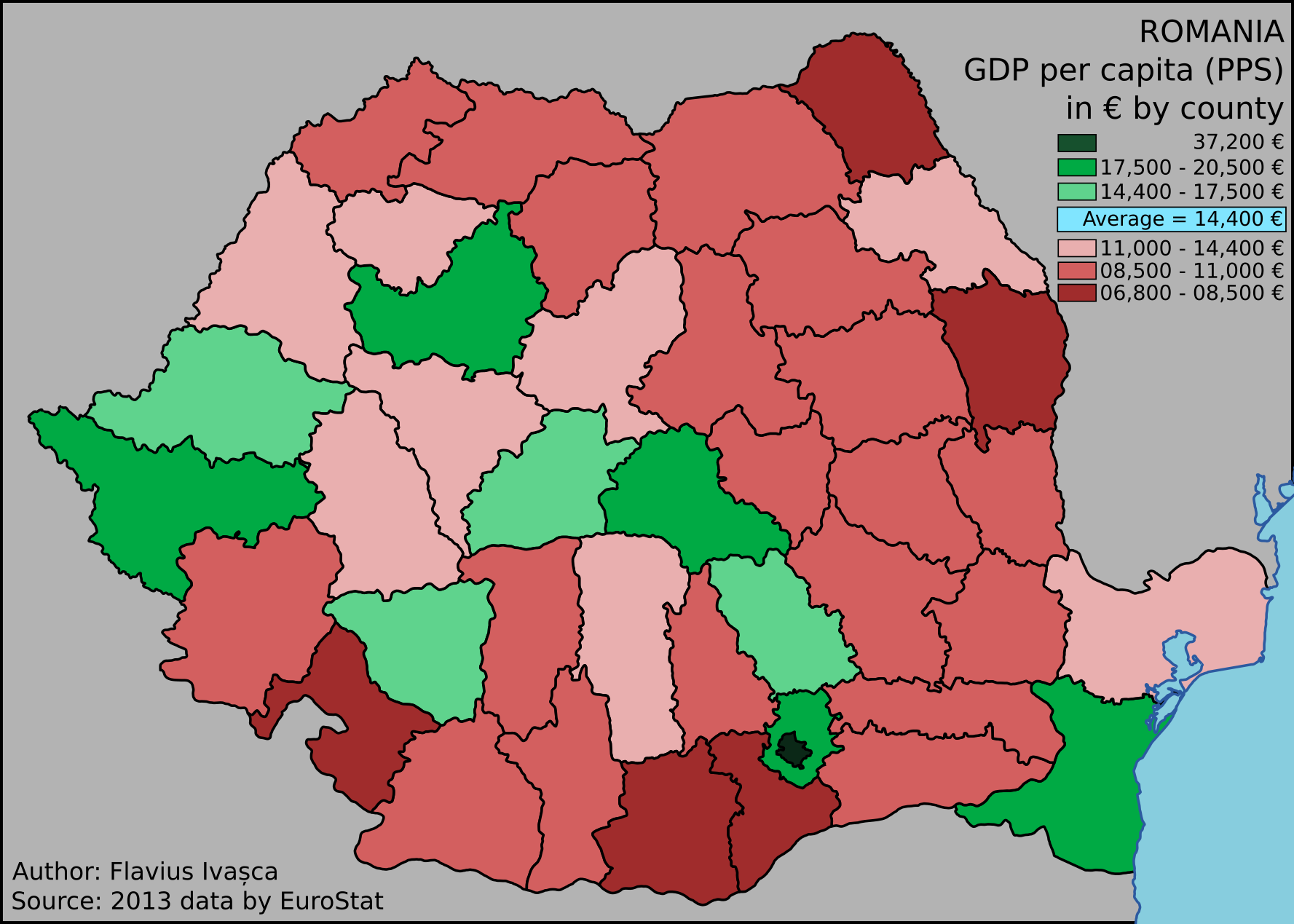
Produsul intern brut per capita al județelor României. Timișul se numără printre cele mai dezvoltate 5 regiuni ale țării din punct de vedere economic

Pe data de 8 Decembrie 2018, la Timișoara, s-a semnat documentul oficial de înființare al Alianței Vestului (AVE), în parteneriat cu municipiile Arad, Oradea și Cluj-Napoca, prima asociere intercomunitară de acest tip din România.
Alianța Vestului (AVE) are ca scop principal accelerarea dezvoltării economice și sociale a orașelor membre (Timișoara, Cluj-Napoca, Arad și Oradea) și a zonei de Vest prin colaborare regională, dezvoltarea infrastructurii, absorbția de fonduri europene, atragerea investițiilor private și îmbunătățirea calității vieții, urmând principiile socio-economice ale megalopolisului de urbanizare Banana Albastră, din Europa de Vest.

## Imagini

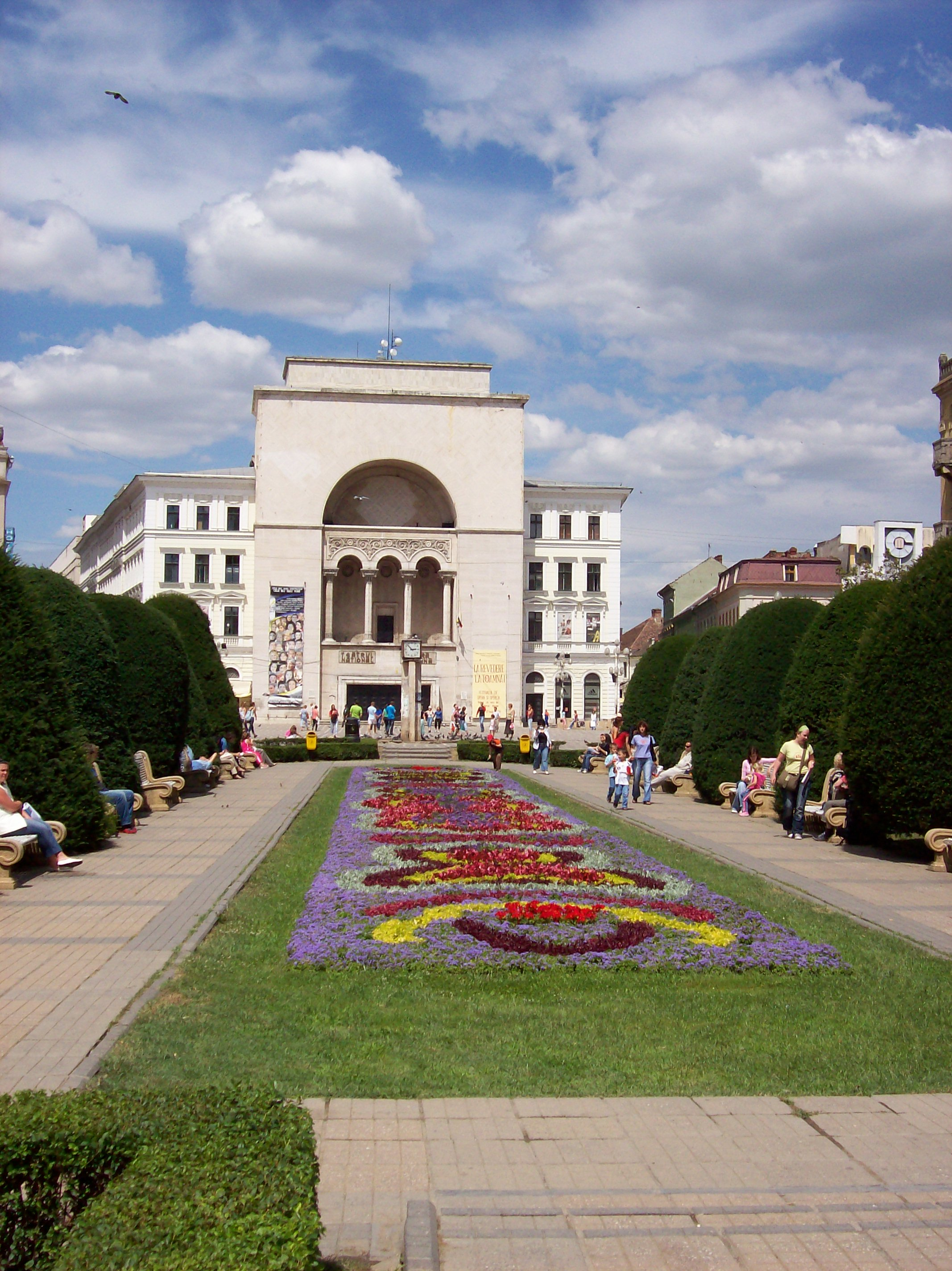
Timișoara
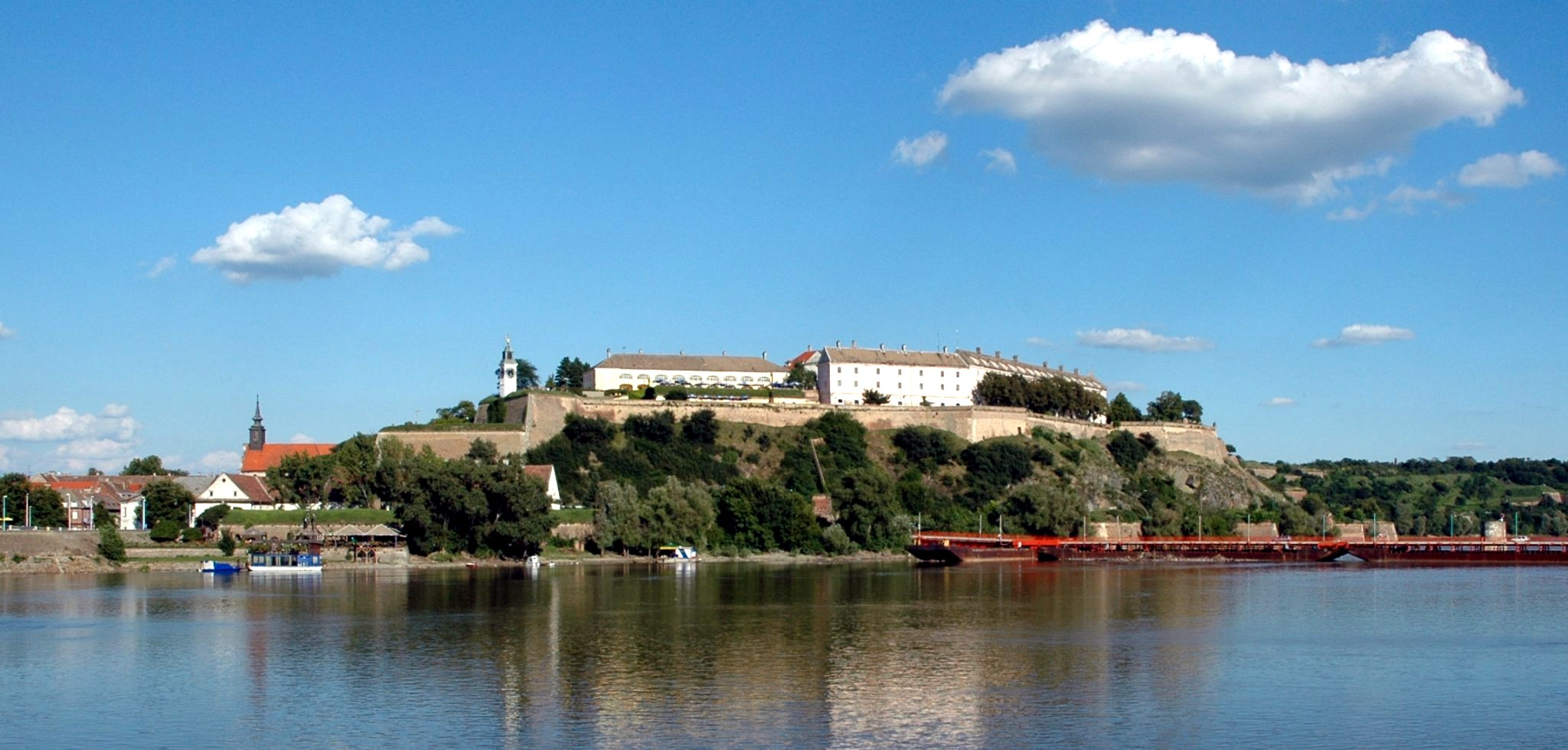
Novi Sad (Petrovaradin)
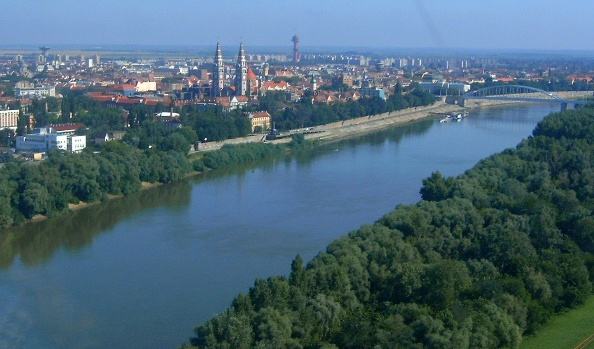
Seghedin
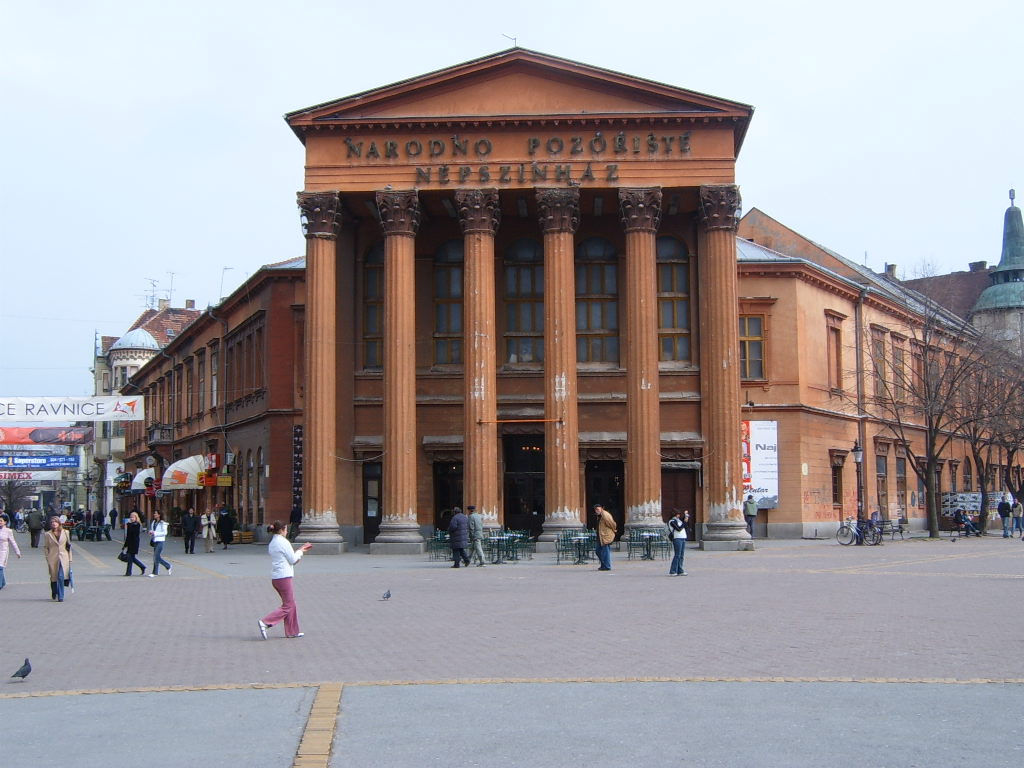
Subotica
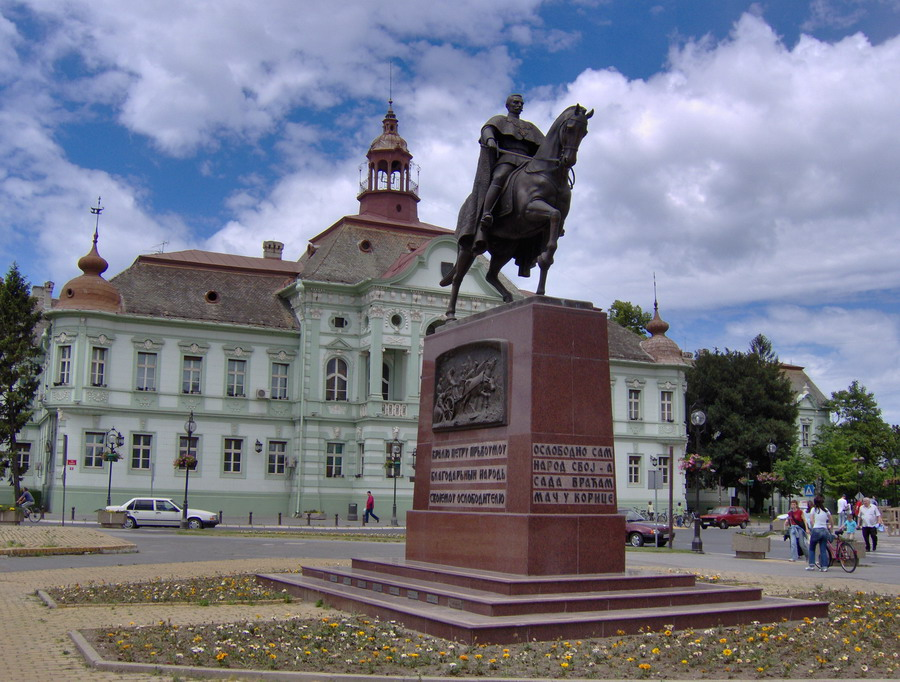
Becicherecu Mare
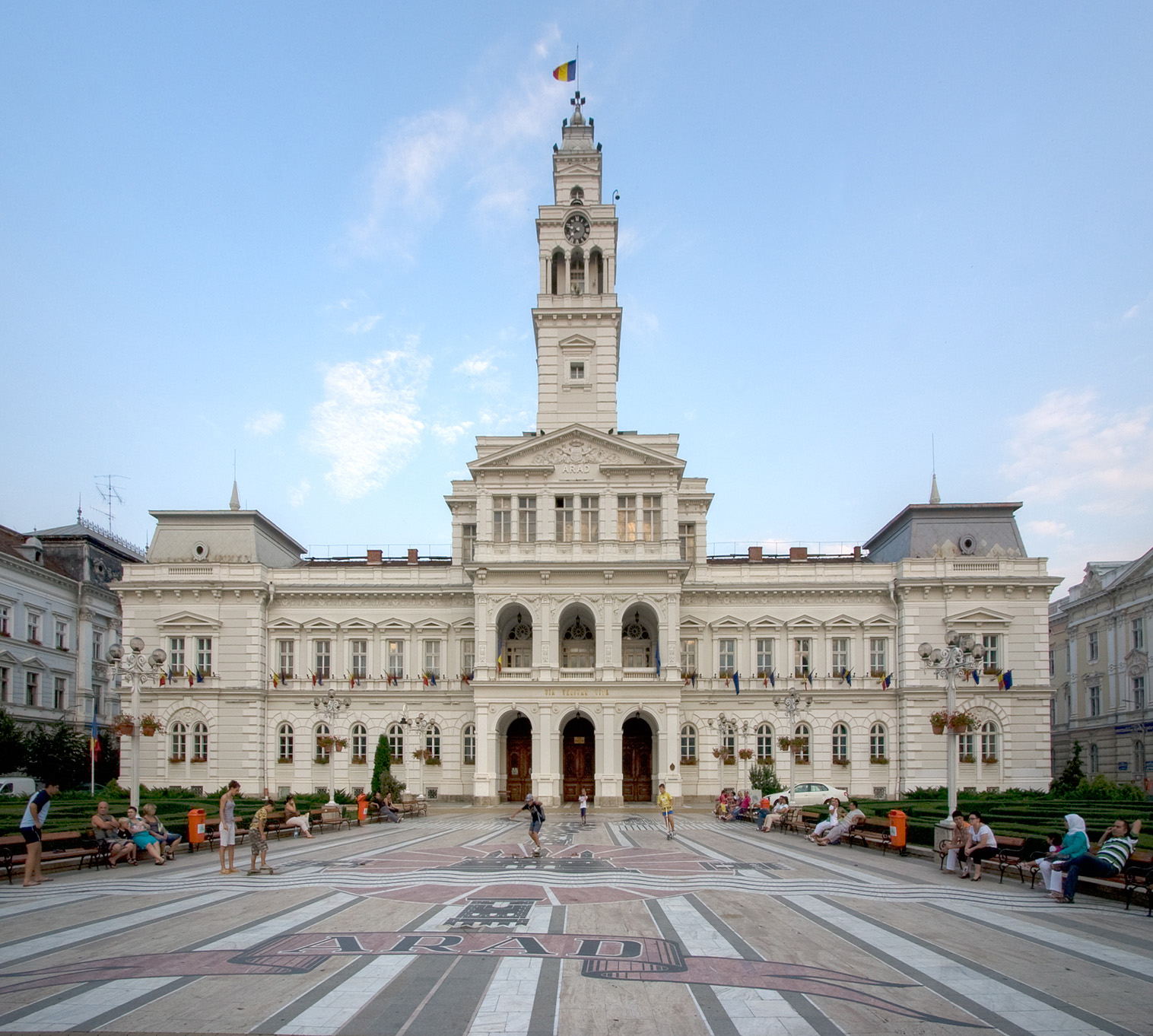
Arad
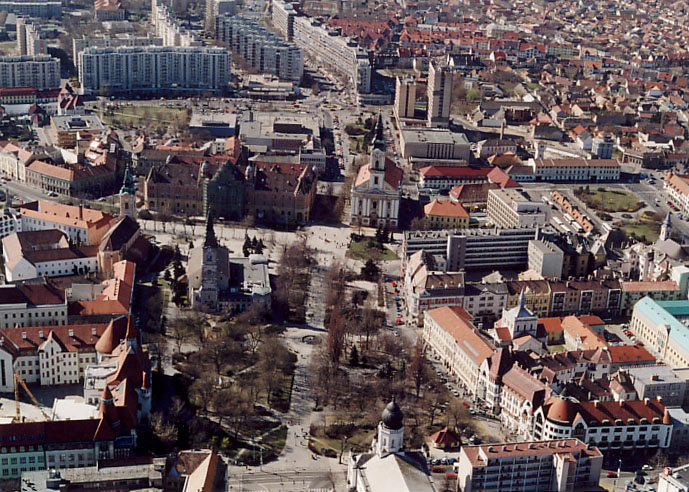
Kecskemét
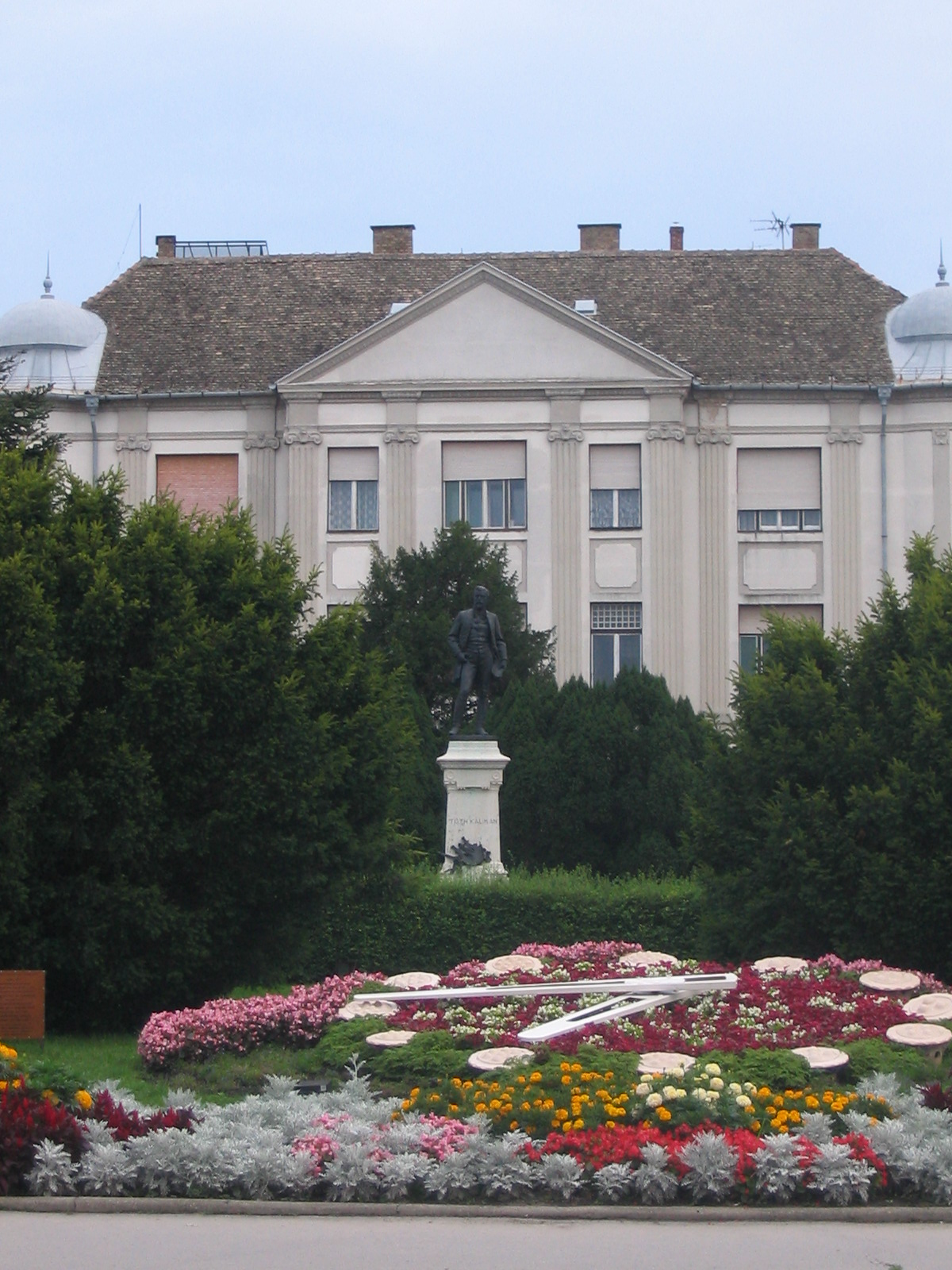
Baja
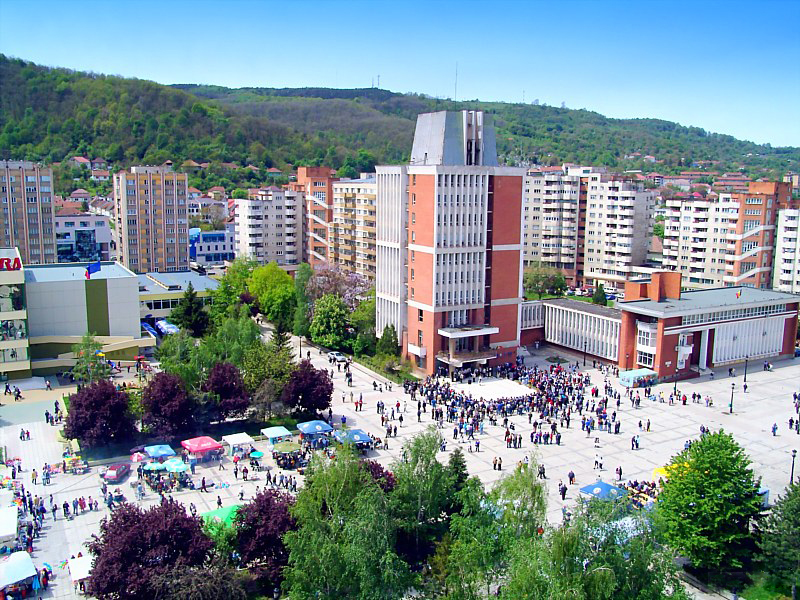
Reșița
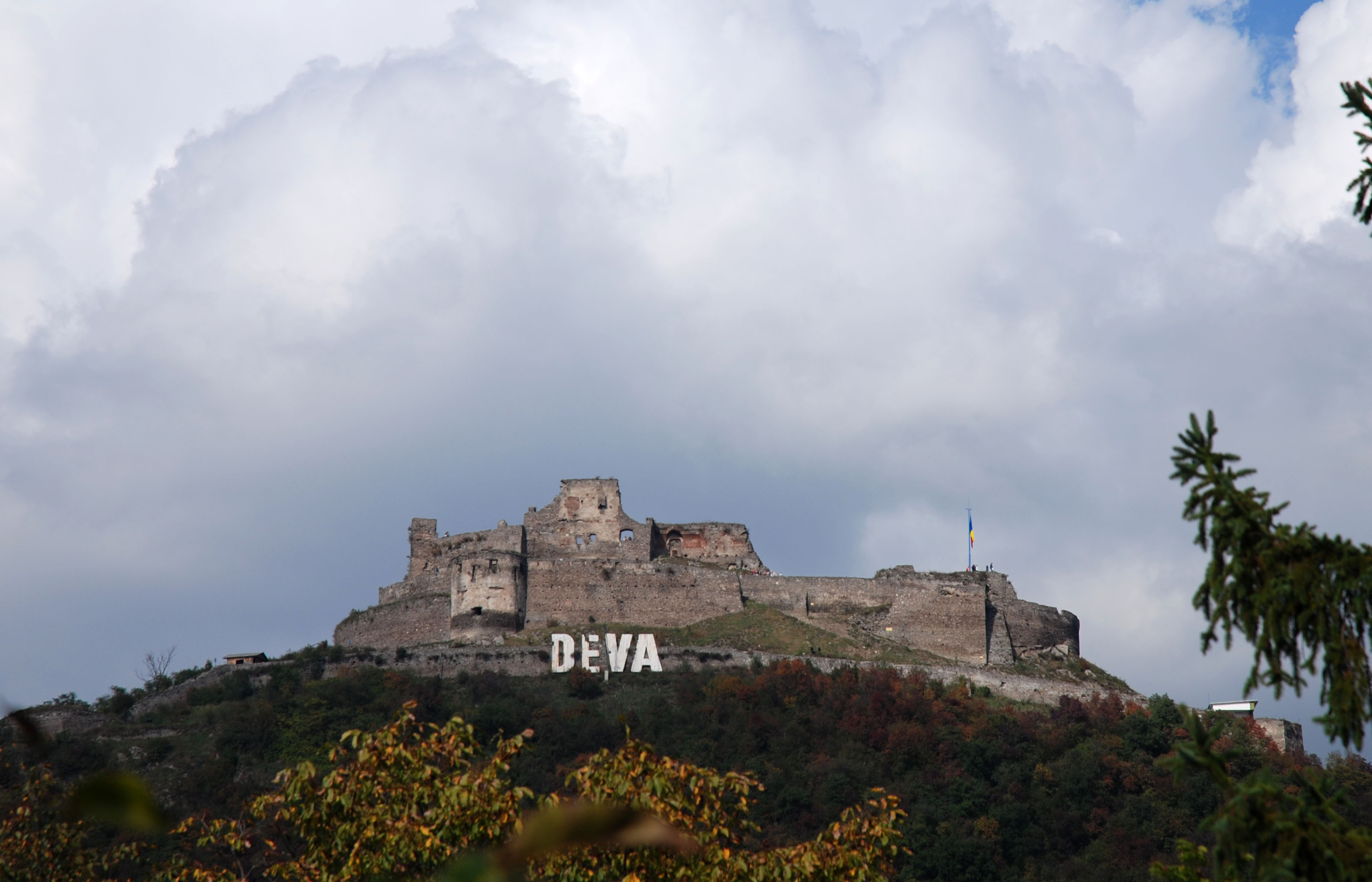
Deva